# José María Ruíz Povedano
Juan María Ruiz Povedano (Alcaudete, jaén, 19 de marzo de 1952) es un historiador, escritor y  político español del PSOE, presidente de la Diputación provincial de Málaga de 1991 a 1995.

## Biografía
Realizó la licenciatura de Filosofía y Letras en la Universidad de Granada, donde inició su recorrido como docente investigador en el Departamento de Historia Medieval.
Es Doctor de Geografía e Historia por la Universidad de Granada. militante socialista, comienza en el ámbito político desempeñándose como delegado provincial de la Consejería de Educación y Ciencia en Málaga. Fue diputado del Congreso en la IV legislatura desde 1989 a 1991, presidente de la Diputación Provincial de Málaga, es elegido director general de Turismo de la Junta de Andalucía. Mas tarde, director gerente del Consorcio Centro Andaluz de Formación de Ocio. En 2003 se desempeña como delegado provincial de la Consejería de Obras Públicas y Transportes en Málaga y desde 2006 es director de la Oficial de Planeamiento Urbanístico de Marbella.
Ha escrito varios libros, entre ellos; Málaga, de musulmana a cristiana: la transformación de la ciudad a finales de la Edad Media, Catálogo de documentos contenidos en el primer libro de actas capitulares (1487-1494) del Archivo Municipal de Málaga y Los Fernández de Córdoba y el Estado Señorial de Montemayor y Alcaudete.